# William Petten
William Petten   (Saint John's, 28 de gener de 1923 - Ottawa, 6 de març de 1999) va ser un polític canadenc.
Nascut a Saint John's, Terranova, era el fill de Ray Petten, recaptador principal de la Newfoundland Confederate Association de Joey Smallwood, i després membre del Senat del Canadà.
William Petten va ser un agent duaner per a exportadors de productes marítims abans de ser nombrat senador del Canadà l'any 1968. Va retirar-se de la política l'any 1998, coincidint amb el seu 75è aniversari. Va ser el líder del govern al Senat en dues ocasions (1974-1979 i 1980-1984) i també el líder de l'oposició en aquesta mateixa cambra (1979-1980 i 1985-1991).
L'any 2000 es va inaugurar el Petten Building en honor a William Petten, l'edifici provincial de Terranova i Labrador de pesqueres i aqüicultura.